# استیپل موردن
استیپل موردن (به انگلیسی: Steeple Morden) یک روستا و محله مدنی در بریتانیا است که در کمبریج‌شر جنوبی واقع شده‌است. استیپل موردن ۹۶۳ نفر جمعیت دارد.